# Таркулик
Таркули́к (устар. Туртулик) — река в России, в Северо-Байкальском районе Бурятии, на территории Баргузинского заповедника. Впадает в озеро Байкал.

## География
Длина реки — 44 км.
Берёт начало в 36 км по прямой к востоку от мыса Валукан на западных склонах водораздела Баргузинского хребта и течёт в западном направлении в южной части Баргузинского заповедника.
В центральной части река имеет следующие характеристики: ширина — 20 метров, глубина — 0,7 метра, грунты дна каменистые. В устье река имеет следующие характеристики: ширина — 22 метров, глубина — 1 метр, грунты дна твёрдые.
Скорость течения реки варьируется от 1,9 до 1,5 км/ч.
Поселения на берегах реки отсутствуют. Крупные притоки отсутствуют.
Река с востока впадает в озеро Байкал.
Протекает преимущественно в гористой местности. Климат резко континентальный.

## Данные водного реестра
По данным государственного водного реестра России и геоинформационной системы водохозяйственного районирования территории РФ, подготовленной Федеральным агентством водных ресурсов:
- Бассейновый округ — Ангаро-Байкальский
- Речной бассейн — бассейны малых и средних притоков средней и северной части озера Байкал
- Водохозяйственный участок — бассейны рек средней и северной части озера Байкал от восточной границы бассейна реки Ангары до северо-западной границы бассейна реки Баргузин